# Haley Irwin
Pour les articles homonymes, voir Irwin.
Haley Irwin (née le 6 juin 1988 à Thunder Bay dans la province de l'Ontario au Canada) est une joueuse canadienne de hockey sur glace qui a évolué dans la ligue élite féminine en tant qu'attaquante. Elle a remporté trois médailles olympiques, deux médailles d'or aux Jeux olympiques de Vancouver en 2010 et aux Jeux olympiques de Sotchi en 2014, et une médaille d'argent aux Jeux olympiques de Pyeongchang en 2018. Elle a également représenté le Canada dans 5 championnats du monde, remportant 1 médaille d'or et 4 médailles d'argent.

## Biographie

### Carrière en club
Irwin joue pendant deux saisons dans la première ligue nationale de hockey féminin de 2005 à 2007, représentant l'équipe de Toronto. Elle entre alors pendant quatre ans dans l'équipe universitaire des Bulldogs de Minnesota-Duluth, remportant le championnat en 2008 et le titre de « recrue de l'année » . Elle a été deux fois finalistes pour le Trophée Patty-Kazmaier . 
Par la suite, elle intègre la LCHF dans l'équipe de Montréal pour la première année puis avec l'Inferno de Calgary en 2014. Elle interrompt sa carrière pour la saison 2015-2016 alors que l'Inferno remporte la Coupe Clarkson, ce qui aurait pu lui permettre d'intégrer le « Gold Club » (un titre olympique, un titre mondial et un titre de championnat). Depuis sa dernière saison professionnelle en 2018, Irwin est entraîneuse à temps plein et a continué à jouer en sélection nationale.

### International
Elle débute en sélection nationale avec l'équipe féminine du Canada avec qui elle devient vice-championne du monde en 2009 avant d'obtenir la médaille d'or olympique en 2010 à Vancouver. Elle est à nouveau vice-championne du monde en 2011 pour enfin remporter le titre mondial en 2012. Après une deuxième place au  championnat du monde 2013, Haley Irwin est sacrée championne olympique en 2014 à Sotchi et vice-championne olympique en 2018.
Irwin remporte également quatre médailles d'or lors de la Coupe des quatre nations (2009, 2010, 2013 et 2014) et quatre fois l'argent (2011, 2012, 2016 et 2017). 
Elle prend sa retraite internationale en juin 2020 en étant parmi les vingt meilleures pointeuses de tous les temps de l'équipe nationale avec un total de 80 points en 108 matchs .

### Carrière d'entraîneuse
En 2014 elle devient entraîneuse en même temps que sa carrière de joueuse, entraînant la future génération de hockeyeuse au sein de différents clubs féminins junior. Puis depuis 2019, elle occupe un poste d'entraîneuse adjointe pour l'équipe de l'université Ryerson .

## Statistiques

### En club
| Saison      | Équipe                       | Ligue            |     | Saison régulière | Saison régulière | Saison régulière | Saison régulière | Saison régulière |   | Séries éliminatoires | Séries éliminatoires | Séries éliminatoires | Séries éliminatoires | Séries éliminatoires |
| Saison      | Équipe                       | Ligue            | PJ  | B                | A                | Pts              | Pun              | PJ               | B | A                    | Pts                  | Pun                  |                      |                      |
| 2005-2006   | Aeros de Toronto             | LNHF (1999-2007) | 7   | 9                | 6                | 15               | 6                | -                | - | -                    | -                    | -                    |                      |                      |
| 2006-2007   | Aeros de Mississauga         | LNHF (1999-2007) | 18  | 8                | 9                | 17               | 56               | -                | - | -                    | -                    | -                    |                      |                      |
| 2007-2008   | Bulldogs de Minnesota-Duluth | NCAA             | 37  | 23               | 37               | 60               | 62               | -                | - | -                    | -                    | -                    |                      |                      |
| 2008-2009   | Bulldogs de Minnesota-Duluth | NCAA             | 39  | 22               | 22               | 44               | 96               | -                | - | -                    | -                    | -                    |                      |                      |
| 2010-2011   | Bulldogs de Minnesota-Duluth | NCAA             | 24  | 18               | 30               | 48               | 50               | -                | - | -                    | -                    | -                    |                      |                      |
| 2011-2012   | Bulldogs de Minnesota-Duluth | NCAA             | 34  | 16               | 38               | 54               | 58               | -                | - | -                    | -                    | -                    |                      |                      |
| 2012-2013   | Stars de Montréal            | LCHF             | 20  | 10               | 11               | 21               | 36               | 4                | 1 | 1                    | 2                    | 10                   |                      |                      |
| 2013-2014   | Canada                       | AMHL             | 7   | 1                | 5                | 6                | 2                | -                | - | -                    | -                    | -                    |                      |                      |
| 2014-2015   | Inferno de Calgary           | LCHF             | 13  | 8                | 12               | 20               | 2                | -                | - | -                    | -                    | -                    |                      |                      |
| 2016-2017   | Inferno de Calgary           | LCHF             | 19  | 3                | 7                | 10               | 14               | -                | - | -                    | -                    | -                    |                      |                      |
| 2017-2018   | Canada                       | AMHL             | 11  | 2                | 1                | 3                | 0                | -                | - | -                    | -                    | -                    |                      |                      |
| Totaux NCAA | Totaux NCAA                  | Totaux NCAA      | 134 | 79               | 127              | 206              | 266              |                  |   |                      |                      |                      |                      |                      |
| Totaux LCHF | Totaux LCHF                  | Totaux LCHF      | 52  | 21               | 30               | 51               | 52               | 4                | 1 | 1                    | 2                    | 10                   |                      |                      |

### Internationales
| Année | Équipe | Compétition          |   | PJ | B | A | Pts | Pun | +/-               |  | Résultat |
| 2009  | Canada | Championnat du monde | 5 | 2  | 3 | 5 | 2   | +5  | Médaille d'argent |  |          |
| 2010  | Canada | Jeux olympiques      | 5 | 4  | 1 | 5 | 4   | +8  | Médaille d'or     |  |          |
| 2011  | Canada | Championnat du monde | 5 | 2  | 2 | 4 | 4   | +5  | Médaille d'argent |  |          |
| 2012  | Canada | Championnat du monde | 1 | 0  | 0 | 0 | 0   | -1  | Médaille d'or     |  |          |
| 2013  | Canada | Championnat du monde | 5 | 2  | 4 | 6 | 2   | +8  | Médaille d'argent |  |          |
| 2014  | Canada | Jeux olympiques      | 2 | 0  | 1 | 1 | 2   | +2  | Médaille d'or     |  |          |
| 2017  | Canada | Championnat du monde | 5 | 0  | 2 | 2 | 2   | +3  | Médaille d'argent |  |          |
| 2018  | Canada | Jeux olympiques      | 5 | 2  | 1 | 3 | 0   | 0   | Médaille d'argent |  |          |